# Кукурузна златица
Кукурузна златица (лат. Diabrotica virgifera) је штетни инсект који се појавио на нашим просторима крајем 20. вијека. Одрасле кукурузне златице су жуте боје, са уздужним црним шарама. Добри су летачи. Први налаз и прве штете кукурузне златице у Европи забиљежене су 1992. године.

## Исхрана
Одрасли инсекти за храну користе листове кукуруза, а када дође до цвјетања кукуруза тада прелазе јести полен и свилу. Међутим, највећи проблем праве ларве овог инсекта које се хране корјеном кукуруза. Ларва приликом убушивања у стабљику кукуруза, то јесте коријен изазива деформацију која се назива још и гушчији врат код кукуруза.

## Циклус развоја
Презимљава у стадијуму јајета у земљи, најчешће на парцелама гдје се гајио кукуруз. Ларве се пиле од средине маја до почетка августа. Тренутак када се појављују ларве повезан је са температуром. Лутке се срећу од краја јуна до краја августа, одрасли инсекти од јуна до средине октобра )у вријеме масовног цвјетања кукуруза. Једна женка током сезоне може да положи око 370 јаја, која укопава у земљу на дубину од 15 до 35 cm. Кукурузна златица има једну генерацију годишње.

## Мјере заштите
Најважнија мјера заштите од кукурузне златице јесте сијање ратарских култура у плодореду. Ларве које се излегу наредне године, уколико је посијана нека друга култура на тој парцели угину од глади.
Као још једна од мјера заштите јесте сјетва хибрида који имају јаче развијен корјенов систем. Једна од биолошких метода била би ранија сјетва кукуруза, јер на тај начин биљка стиже да развије јачи корјенов систем. Хемијска заштита кукуруза од инсеката кукурузна златица почиње третирањем сјемена прије сјетве, као и убацивање гранулисаних инсектицида у склопу предсјетвене припреме и његово мијешање са земљом.